# جوشوا سميث
جوشوا سميث (بالإنجليزية: Joshua Smith )‏ (و. 1732 – 1819 م) هو سياسي، من مملكة بريطانيا العظمى، توفي عن عمر يناهز 87 عاماً.

## مناصب
تولى منصب عضو البرلمان في المملكة المتحدة، وعضو مجلس الشعب في برلمان بريطانيا العظمى.